# Lalić, Serbia
Lalić (Лалић,  în maghiară Liliomos), pronunțat în limba română Lalici, este un sat situat în partea de nord-vest a Serbiei, în Voivodina. Aparține administrativ de comuna Odžaci. La recensământul din 2002 localitatea avea 1646 locuitori.